# Rünenberg
Rünenberg är en ort och kommun i distriktet Sissach i kantonen Basel-Landschaft, Schweiz. Kommunen har 783 invånare (2023).